# Dominique de Dietrich
Ne doit pas être confondu avec Dominique Dietrich (1620-1694), ammestre de Strasbourg.
Dominique de Dietrich (1892-1963) est un industriel alsacien. 

## Biographie
Dominique de Dietrich nait le 17 juillet 1892 à Niederbronn-les-Bains d'Eugène-Dominique de Dietrich. Il épouse Irène de Pourtalès, fille de  Hermann et d'Hélène de Pourtalès. De cette union naissent : Ariane (Mme Jacques Turrettini), Gilbert (PDG de la société De Dietrich de 1968 à 1996) et Serge. 
À la tête des établissements de Dietrich, Dominique de Dietrich lance à partir de 1934 la fabrication des premiers autorails. 
Son fils Gilbert de Dietrich y ajoute les rames de TGV, les appareils de cuisson et les cuves couvertes d'émail pour l'industrie chimique et pharmaceutique. Pendant la majeure partie de la fin du XXe siècle, la société De Dietrich est basée sur 4 activités indépendantes : les appareils de cuisson, le ferroviaire, les cuves en émail pour la chimie et la pharmacie et les chaudières pour le chauffage central.
Il meurt le 24 février 1963.